# Opération Hiram

Soldats de Tsahal à Sa’sa', 30 octobre 1948

L'opération Hiram est une opération militaire israélienne de la guerre israélo-arabe de 1948 menée entre les 28 et 31 octobre 1948 dans le nord de la Galilée.

## Contexte

### Guerre israélo-arabe
Fin 1948, avec une armée de près de 100 000 hommes due notamment à un ordre de mobilisation générale décidée en juin 1948 par le gouvernement présidé par David Ben Gourion depuis la création de l'Etat d'Israël le 14 mai 1948 et des fournitures militaires en matériel, armement lourd et munitions garanties, Israël dispose d'une supériorité numérique et qualitative face aux armées arabes. Depuis juillet, à la suite de la campagne des 10 jours, elle a pris l'initiative dans toutes les opérations militaires.
En face, la coalition arabe est inefficace. Les responsables politiques sont divisés et ne se font pas confiance. Leurs armées et forces expéditionnaires, souvent mal commandées,  agissent sans coordination, souffrent de l'embargo imposé aux belligérants par les Nations unies et sont généralement démoralisées. Certaines troupes manquent également du matériel le plus élémentaire.
Après l'opération Yoav qui a vu les forces égyptiennes reculer dans le Néguev, l'État-Major israélien étudie où placer l'action suivante. Yigal Yadin pense qu'il faut placer un effort majeur dans le secteur Nord menacé par les Syriens et les Irakiens qu'il considère comme les adversaires les plus dangereux pour Tsahal. Dans la foulée, il éliminerait l'Armée de libération arabe de Galilée. Le reste de l'État-Major considère néanmoins que le véritable danger reste le secteur central avec la Légion arabe et les Irakiens. David Ben Gourion décide en définitive que seule une « petite opération » sera lancée contre les forces de l'Armée de libération arabe dans le but de conquérir la Galilée.

### Front de Galilée
Depuis la débâcle arabe consécutive à l'opération Kedem (en), la situation en Galilée est calme. Le cessez-le-feu y est respecté et la situation des 50 000 Arabes qui y vivent, parmi lesquels de nombreux réfugiés, est la moins mauvaise du pays[réf. nécessaire].
Fawzi al-Qawuqji y a redéployé l'Armée de libération arabe. Il dispose de 1 500 à 3 000 hommes répartis en 2 bataillons sous encadrés et de quelques pièces d'artillerie ainsi que de transports blindés. Toutefois, il manque du matériel de base, ses hommes sont démoralisés, malades, ne sont pas payés à temps et beaucoup désertent. De plus, Fawzi al-Qawuqji et ses officiers n'ont plus confiance dans les politiciens palestiniens ou arabes  et les généraux des armées arabes. Réciproquement, lui-même a fait l'objet de tentatives de limogeages durant l'été et l'automne. Il agirait depuis pour son propre compte, fomentant le renversement des gouvernements libanais et syriens.
Il a également déployé un contingent au Liban pour organiser son approvisionnement avec l'armée libanaise qui constitue une force de réserve potentielle et une centaine d'hommes,  la Jihad al-Muqadas, bien que dépendant du Mufti, servent sous ses ordres. Benny Morris fait état également de la présence de 2 régiments d'infanterie de l'armée régulière syrienne mais Yoav Gelber semble présenter leur présence une fois l'opération Hiram commencée,.
Côté israélien, le front Nord a été confié à Moshe Carmel qui a sous ses ordres la 1re brigade Golani, la 2e brigade Carmeli et la 7e brigade blindée Sheva, qui totalisent une force de 9 bataillons complets. Il peut également compter sur l'appui des forces aériennes.

## Événements

### Bataille de Manara
Le 22 octobre, en liaison possible avec des émissions radios diffusées depuis Damas et au caractère de plus en plus martial, Fawzi al-Qawuqji attaque et prend une position israélienne près du kibboutz de Manara, menaçant de couper la vallée de Hula du reste du pays. Il semble également que l'armée libanaise serait prête à exploiter la situation en attaquant la colonie frontalière de Metula.
Moshe Carmel demande alors d'activer le plan de conquête du nord de la Galilée mais David Ben Gourion et Yigaël Yadin ne l'autorisent qu'à reprendre les positions occupées par l'Armée de libération arabe à la suite de la réponse positive donnée par Israël au conseil de sécurité des Nations unies pour l'établissement d'un cessez-le-feu dans le Néguev.
L'assaut mené par la brigade Carmeli échoue et cette dernière souffre de lourdes pertes avec 33 morts et 40 blessés.
David Ben Gourion revoit alors sa position et donne l'ordre à Yigaël Yadin de renforcer le secteur nord avec la 9e brigade Oded - qui vient de participer à l'opération Yoav - et de prendre la Galilée durant le mois.

### Opération Hiram
À partir du 22 octobre, en préparation à l'opération, les villages principaux de Tarshiha, Jish et Sa'sa' sont bombardés quotidiennement par des B-17 et des C-47.
Le 28 octobre, l'opération principale, baptisée Hiram en référence au nom biblique du roi de Tyr, est lancée. Elle débute par le bombardement par les forces aériennes israéliennes des villages de Galilée et du sud Liban soupçonnés de servir de base à l'Armée de libération arabe. Durant la nuit du 28 au 29 octobre, 21 tonnes de bombes sont déversées sur 7 villages de Galilée au cours de 13 raids successifs. Ceux-ci sont dévastateurs : ils provoquent par exemple la mort de 24 personnes, 60 autres dans le village de Tarshiha et sont la cause du début de l'exode massif de la population.
Le matin du 30 octobre, les forces israéliennes rassemblant 11 ou 12 bataillons se lancent à l'attaque de l'enclave,. La 7e brigade Sheva fait mouvement de Safed jusqu'à Miron puis poursuit sur Safsaf et Jish où les forces arabes déplorent de fortes pertes. De son côté, la 9e brigade Oded fait mouvement vers l'est, prenant Tarshiha et d'autres villages arabes. Ensuite, dans un mouvement de prise en tenaille est-ouest, les 7e et 9e brigades se dirigent vers le carrefour stratégique de Sa'sa,.
Les 72e et 79e bataillons continuent ensuite vers le nord vers Kafr Bir'im, Saliha et arrivent à al Malikiya tandis que le 71e bataillon se dirige vers l'ouest, prenant Ras al Ahmar, Reihaniya, Alma et l'après-midi du 30 octobre Deishum,.
Dans le même temps, la 1re brigade Golani attaque vers le nord depuis le carrefour de Lubya, prend Eilabun, Maghar puis oblique vers l'ouest et prend Rama, Beit Jann, Suhmata et Majd al Kurum où elle est rejointe par le 123e bataillon.
La nuit suivante, la 2e brigade Carmeli, gardée en réserve dans la vallée de Hula, fait mouvement jusqu'à Manara puis entre au Liban où elle prend le contrôle de 11 à 15 villages et atteint le fleuve Litani.
L'opération est couronnée de succès et la Galilée est conquise en 60 heures.

### Réactions arabes
Durant l'ensemble des opérations, les forces libanaises ne réagissent pas, malgré les appels d'al-Qawuqji à voir leur artillerie couvrir la retraite de ses troupes et même après l'entrée des forces israéliennes sur le territoire libanais. Israël justifie la violation de frontière par la nécessité de protéger les voies d'accès à la Galilée et par les déclarations antérieures de soutien libanais à l'armée de libération arabe. Par ailleurs, des avions israéliens lâchent des tracts garantissant l'immunité de l'armée libanaise si elle n'intervient pas mais la menaçant de « graves répercussions » en cas d'intervention.
Durant l'opération, des informations font état d'une mobilisation des forces syriennes et d'une intervention imminente de l'armée dans la vallée de Hula. Dans les faits, une force de la taille d'un bataillon rencontre la 7e brigade pendant sa progression et après avoir subi de lourdes pertes se replie au-delà de la frontière libanaise. Dans le même temps, toutefois, une brigade syrienne entre sur le territoire libanais afin de couvrir le flanc de ses troupes positionnés à Mishmar Hayarden dans le cas où les Israéliens tenteraient une offensive depuis le territoire libanais. Ces forces resteront au Liban plusieurs mois malgré les demandes de retrait du gouvernement libanais.

### Massacres et expulsions
L'historien israélien  Benny Morris rapporte que durant l'opération Hiram les forces israéliennes perpétuent au moins neuf massacres de civils palestiniens et de prisonniers de guerre : à Eilaboun, Saliha, Safsaf, Jish, Houla, Majd al-Kouroum, Ba'na, Deir al-Assad et Arab al-Mawassa. Il estime que la moitié des massacres commis durant la guerre israélo-arabe de 1948 se produisirent durant l'opération Hiram. Il estime le nombre de morts à environ 3 000, pour les massacres de civils ou de prisonniers arabes. 
Le 31 octobre, le chef des opérations sur le terrain, Moshe Carmel, ordonne aux militaires de continuer les expulsions de la population arabe. Selon Benny Morris, il ne fait aucun doute que cet ordre lui est donné par David Ben Gourion après sa visite au Quartier Général des opérations, à Nazareth.
L'historien également israélien Yoav Gelber se pose la question de savoir pourquoi cette opération a provoqué nettement plus de massacres que les précédentes. Il considère que le nombre de tués serait entre 1500 et 2000. Tout d'abord, il rejette l'argument parfois avancé que les unités qui ont commis les massacres auraient principalement comporté des membres des anciens groupes paramilitaires de l'Irgoun et de Lehi. Selon lui, aucune unité qui a participé au massacre ne comporte une « caractéristique sociale et politique unique ».
Il voit 2 différences importantes par rapport aux opérations précédentes :
- Les unités présentes de Tsahal, qui comportent de nombreux immigrants, rescapés de la Seconde Guerre mondiale et qui ont été témoins de traitements brutaux infligés par l'Armée rouge aux Allemands, éprouvent à l'encontre des Arabes palestiniens des sentiments durs, les rendant responsables de la guerre qui s'éternise.
- Parce qu'ils n'ont pas eu le temps de fuir face à l'avance rapide des Israéliens ou parce qu'ils n'ont pas jugé nécessaire de le faire, les civils arabes ont été confrontés nettement plus souvent aux soldats israéliens et selon lui, si cela s'était produit lors des opérations précédentes, les conséquences auraient alors été « nettement plus sérieuses ».

## Bilan
Les pertes militaires du côté arabe sont d'environ 400 morts et un nombre presque équivalent concerne les prisonniers.
Les prisonniers sont enfermés dans des les camps de concentration israéliens.

### Documentation
Ouvrages de référence utilisés pour la rédaction de l'article
- Yoav Gelber, Palestine 1948, Brighton, Sussex Academic Press, 2006, 436 p. (ISBN 1-84519-075-0)
- Avi Shlaim et al. (trad. de l'anglais), La guerre de Palestine 1948 : derrière le mythe, Paris, Autrement, 2002, 263 p. (ISBN 2-7467-0240-1)
- Benny Morris, The Birth Of The Palestinian Refugee Problem Revisited, Cambridge University Press, 2003 (ISBN 0-521-00967-7)
- Benny Morris (trad. de l'anglais), Victimes. Histoire revisitée du conflit arabo-sioniste, Bruxelles/Paris/Cachan, Editions complexe, 2003, 852 p. (ISBN 2-87027-938-8, lire en ligne)
- Efraïm Karsh, The Arab-Israeli Conflit : The Palestine War 1948, Osprey Publishing, 2002, 96 p. (ISBN 1-84176-372-1)

Filmographie
- Exodus (1960) d'Otto Preminger (d'après le roman de Leon Uris)
- The Sons of Eilaboun (2007) de Hisham Zreiq